# 2022 FIFAワールドカップ・アジア3次予選
このページは、2022 FIFAワールドカップ・アジア予選の3次予選の結果をまとめたものである。 2021年9月2日から2022年3月29日に実施された。

## フォーマット
2次予選を勝ち上がった12チームを6チームずつ2組に分け、ホーム・アンド・アウェーでの2順の総当たり戦 (各チーム10試合ずつ)を行う。各組上位2チームが本大会の出場権を獲得する。各組3位は4次予選 (アジア地区プレーオフ)に進出する。

## 出場チーム
| グループ (2次予選) | 各組1位          | 各組2位 (上位5チーム) |
| ------------------ | ---------------- | --------------------- |
| A                  | シリア           | 中華人民共和国        |
| B                  | オーストラリア   | —                     |
| C                  | イラン           | イラク                |
| D                  | サウジアラビア   | —                     |
| E                  | カタール         | オマーン              |
| F                  | 日本             | —                     |
| G                  | アラブ首長国連邦 | ベトナム              |
| H                  | 韓国             | レバノン              |

## シード順
シード順は、組み合わせ抽選会直前の2021年6月16日発表のFIFAランキングに基づき振り分けられた (括弧内はFIFAランキングを示す)。
また、組み合わせ抽選会は、2021年7月1日(現地日付)にAFC本部所在地であるクアラルンプールのAFCクラブハウスにて実施。
|           | ポット1                   | ポット2                           | ポット3                                       | ポット4                             | ポット5                       | ポット6                         |
| --------- | ------------------------- | --------------------------------- | --------------------------------------------- | ----------------------------------- | ----------------------------- | ------------------------------- |
|           | - 日本 (23) - イラン (25) | - オーストラリア (37) - 韓国 (39) | - サウジアラビア (60) - アラブ首長国連邦 (69) | - イラク (71) - 中華人民共和国 (72) | - オマーン (80) - シリア (81) | - ベトナム (92) - レバノン (98) |
| ↓         |                           |                                   |                                               |                                     |                               |                                 |
| グループA | - イラン                  | - 韓国                            | - アラブ首長国連邦                            | - イラク                            | - シリア                      | - レバノン                      |
| グループB | - 日本                    | - オーストラリア                  | - サウジアラビア                              | - 中華人民共和国                    | - オマーン                    | - ベトナム                      |

## グループ

### グループA
| 順 | チーム           | 試 | 勝 | 分 | 敗 | 得 | 失 | 差  | 点 | 出場権                                 |     |     |     |     |     |     |     |
| -- | ---------------- | -- | -- | -- | -- | -- | -- | --- | -- | -------------------------------------- | --- | --- | --- | --- | --- | --- | --- |
| 1  | イラン           | 10 | 8  | 1  | 1  | 15 | 4  | +11 | 25 | 2022 FIFAワールドカップ                |     | —   | 1–1 | 1–0 | 1–0 | 1–0 | 2–0 |
| 2  | 韓国             | 10 | 7  | 2  | 1  | 13 | 3  | +10 | 23 | 2022 FIFAワールドカップ                |     | 2–0 | —   | 1–0 | 0–0 | 2–1 | 1–0 |
| 3  | アラブ首長国連邦 | 10 | 3  | 3  | 4  | 7  | 7  | 0   | 12 | 2022 FIFAワールドカップ・アジア4次予選 |     | 0–1 | 1–0 | —   | 2–2 | 2–0 | 0–0 |
| 4  | イラク           | 10 | 1  | 6  | 3  | 6  | 12 | −6  | 9  |                                        |     | 0–3 | 0–3 | 1–0 | —   | 1–1 | 0–0 |
| 5  | シリア           | 10 | 1  | 3  | 6  | 9  | 16 | −7  | 6  |                                        | 0–3 | 0–2 | 1–1 | 1–1 | —   | 2–3 |     |
| 6  | レバノン         | 10 | 1  | 3  | 6  | 6  | 14 | −8  | 6  |                                        | 1–2 | 0–1 | 0–1 | 1–1 | 0–3 | —   |     |

| 2021年9月2日 20:00 UTC+9 |

| 韓国 | 0 - 0                        | イラク |
|      | レポート(FIFA) レポート(AFC) |        |

| ソウルワールドカップ競技場, ソウル 観客数: 0人 主審: ナワフ・シュクララ |

| 2021年9月2日 20:45 UTC+4 |

| アラブ首長国連邦 | 0 - 0                        | レバノン |
|                  | レポート(FIFA) レポート(AFC) |          |

| ザビール・スタジアム, ドバイ 観客数: 1,513人 主審: 馬寧 |

| 2021年9月2日 20:30 UTC+4:30 |

| イラン                | 1 - 0                        | シリア |
| ジャハンバフシュ 56分 | レポート(FIFA) レポート(AFC) |        |

| アザディ・スタジアム, テヘラン 観客数: 0人 主審: 佐藤隆治 |

| 2021年9月7日 20:00 UTC+9 |

| 韓国        | 1 - 0                        | レバノン |
| 権昶勲 59分 | レポート(FIFA) レポート(AFC) |          |

| 水原ワールドカップ競技場, 水原 観客数: 0人 主審: 佐藤隆治 (日本) |

| 2021年9月7日 19:00 UTC+3 |

| シリア            | 1 - 1                        | アラブ首長国連邦 |
| アル・バヘル 64分 | レポート(FIFA) レポート(AFC) | マブフート 11分  |

| キング・アブドゥッラー・スタジアム, アンマン, （ヨルダン) 観客数: 2,370人 主審: アハメド・アルカフ |

| 2021年9月7日 21:00 UTC+3 |

| イラク | 0 - 3                        | イラン                                             |
|        | レポート(FIFA) レポート(AFC) | ジャハンバフシュ 2分 · タレミ 69分 · ゴリザデ 90分 |

| ハリーファ国際スタジアム, ドーハ, (カタール） 観客数: 0人 主審: 馬寧 |

| 2021年10月7日 20:00 UTC+9 |

| 韓国                      | 2 - 1                        | シリア            |
| 黄仁範 48分 · 孫興慜 89分 | レポート(FIFA) レポート(AFC) | フリービーン 84分 |

| 安山ワースタジアム, 安山 観客数: 0人 主審: アブドゥルラフマン・アル＝ジャシム |

| 2021年10月7日 17:30 UTC+3 |

| イラク | 0 - 0                        | レバノン |
|        | レポート(FIFA) レポート(AFC) |          |

| ハリーファ国際スタジアム, ドーハ, (カタール) 観客数: 0人 主審: トゥルキ・アルフダイル |

| 2021年10月7日 20:45 UTC+4 |

| アラブ首長国連邦 | 0 - 1                        | イラン      |
|                  | レポート(FIFA) レポート(AFC) | タレミ 70分 |

| ザビール・スタジアム, ドバイ 観客数: 3,034人 主審: クリストファー・ビース |

| 2021年10月12日 17:00 UTC+3:30 |

| イラン                | 1 - 1                        | 韓国        |
| ジャハンバフシュ 76分 | レポート(FIFA) レポート(AFC) | 孫興慜 48分 |

| アザディ・スタジアム, テヘラン 観客数: 0人 主審: アハメド・アルカフ |

| 2021年10月12日 19:00 UTC+3 |

| シリア                                | 2 - 3                        | レバノン                              |
| フリービーン 20分 · アッ＝ソーマ 64分 | レポート(FIFA) レポート(AFC) | クドゥフ 45+1分, 45+3分 · サード 53分 |

| キング・アブドゥッラー・スタジアム, アンマン, （ヨルダン) 観客数: 2,377人 主審: クリストファー・ビース |

| 2021年10月12日 20:45 UTC+4 |

| アラブ首長国連邦                | 2 - 2                        | イラク                                         |
| カネド 33分 · マブフート 90+3分 | レポート(FIFA) レポート(AFC) | (アル＝アッタース) 74分 (o.g.) · フセイン 89分 |

| ザビール・スタジアム, ドバイ 観客数: 2,820人 主審: 佐藤隆治 |

| 2021年11月11日 20:00 UTC+9 |

| 韓国               | 1 - 0                        | アラブ首長国連邦 |
| 黄喜燦 36分 (pen.) | レポート(FIFA) レポート(AFC) |                  |

| 高陽総合運動場, 高陽 観客数: 30,152人 主審: 馬寧 |

| 2021年11月11日 14:00 UTC+2 |

| レバノン    | 1 - 2                        | イラン                              |
| サード 37分 | レポート(FIFA) レポート(AFC) | アズムン 90+1分 · ヌーロラヒ 90+5分 |

| サイダ国際スタジアム, サイダ 観客数: 0人 主審: アブドゥルラフマン・アル＝ジャシム |

| 2021年11月11日 20:00 UTC+3 |

| イラク                   | 1 - 1                        | シリア            |
| アル・アマリ 86分 (pen.) | レポート(FIFA) レポート(AFC) | アッ＝ソーマ 79分 |

| サーニー・ビン・ジャーシム・スタジアム, ドーハ, (カタール) 観客数: 50人 主審: ナワフ・シュクララ |

| 2021年11月16日 14:00 UTC+2 |

| レバノン | 0 - 1                        | アラブ首長国連邦       |
|          | レポート(FIFA) レポート(AFC) | マブフート 85分 (pen.) |

| サイダ国際スタジアム, サイダ 観客数: 0人 主審: ショーン・エヴァンス |

| 2021年11月16日 18:00 UTC+3 |

| イラク | 0 - 3                        | 韓国                                           |
|        | レポート(FIFA) レポート(AFC) | 李在成 33分 · 孫興慜 74分 (pen.) · 鄭優営 79分 |

| サーニー・ビン・ジャーシム・スタジアム, ドーハ, (カタール) 観客数: 0人 主審: イルギス・タンタシェフ |

| 2021年11月16日 18:00 UTC+2 |

| シリア | 0 - 3                        | イラン                                                 |
|        | レポート(FIFA) レポート(AFC) | アズムン 33分 · ハジサフィ 42分 (pen.) · ゴリザデ 89分 |

| キング・アブドゥッラー・スタジアム, アンマン, （ヨルダン） 観客数: 907人 主審: 馬寧 |

| 2022年1月27日 14:00 UTC+2 |

| レバノン | 0 - 1                        | 韓国          |
|          | レポート(FIFA) レポート(AFC) | 趙圭誠 45+1分 |

| サイダ国際スタジアム, サイダ 観客数: 5,400人 主審: アハメド・アルカフ |

| 2022年1月27日 18:00 UTC+3:30 |

| イラン      | 1 - 0                        | イラク |
| タレミ 48分 | レポート(FIFA) レポート(AFC) |        |

| アザディ・スタジアム, テヘラン 観客数: 9,354人 主審: クリストファー・ビース |

| 2022年1月27日 19:00 UTC+4 |

| アラブ首長国連邦                | 2 - 0                        | シリア |
| カネド 43分 · アルガッサニ 70分 | レポート(FIFA) レポート(AFC) |        |

| アール・マクトゥーム・スタジアム, ドバイ 観客数: 2,450人 主審: イルギス・タンタシェフ |

| 2022年2月1日 14:00 UTC+2 |

| レバノン        | 1 - 1                        | イラク        |
| サブラー 45+2分 | レポート(FIFA) レポート(AFC) | フセイン 39分 |

| サイダ国際スタジアム, サイダ 観客数: 6,341人 主審: アドハム・マハドメ |

| 2022年2月1日 18:00 UTC+4 |

| シリア | 0 - 2                        | 韓国                      |
|        | レポート(FIFA) レポート(AFC) | 金珍洙 53分 · 権昶勲 71分 |

| アール・ラーシド・スタジアム, ドバイ, （UAE) 観客数: 310人 主審: 木村博之 |

| 2022年2月1日 18:00 UTC+3:30 |

| イラン      | 1 - 0                        | アラブ首長国連邦 |
| タレミ 44分 | レポート(FIFA) レポート(AFC) |                  |

| アザディ・スタジアム, テヘラン 観客数: 0人 主審: アハメド・アルカフ |

| 2022年3月24日 20:00 UTC+9 |

| 韓国                        | 2 - 0                        | イラン |
| 孫興慜 45+2分 · 金英權 63分 | レポート(FIFA) レポート(AFC) |        |

| ソウルワールドカップ競技場, ソウル 観客数: 64,375人 主審: クリストファー・ビース |

| 2022年3月24日 20:00 UTC+3 |

| イラク              | 1 - 0                        | アラブ首長国連邦 |
| アル・サエディ 53分 | レポート(FIFA) レポート(AFC) |                  |

| キング・ファハド国際スタジアム, リヤド, (サウジアラビア) 観客数: 1,320人 主審: 馬寧 |

| 2022年3月24日 14:00 UTC+2 |

| レバノン | 0 - 3                        | シリア                                                |
|          | レポート(FIFA) レポート(AFC) | ダリ 14分 · マルドキアン 38分 · アル＝マルムール 44分 |

| サイダ国際スタジアム, サイダ 観客数: 5,422人 主審: アブドゥルラフマン・アル＝ジャシム |

| 2022年3月29日 16:00 UTC+4:30 |

| イラン                                | 2 - 0                        | レバノン |
| アズムン 35分 · ジャハンバフシュ 72分 | レポート(FIFA) レポート(AFC) |          |

| イマーム・レザー・スタジアム, マシュハド 主審: 傅明 |

| 2022年3月29日 17:45 UTC+4 |

| アラブ首長国連邦    | 1 - 0                        | 韓国 |
| アブドゥッラー 54分 | レポート(FIFA) レポート(AFC) |      |

| アール・マクトゥーム・スタジアム, ドバイ 主審: アハメド・アルカフ |

| 2022年3月29日 17:45 UTC+4 |

| シリア   | 1 - 1                        | イラク        |
| ダリ 3分 | レポート(FIFA) レポート(AFC) | フセイン 31分 |

| アール・ラーシド・スタジアム, ドバイ, （UAE) 主審: 佐藤隆治 |

### グループB
| 順 | チーム         | 試 | 勝 | 分 | 敗 | 得 | 失 | 差  | 点 | 出場権                                 |     |     |     |     |     |     |     |
| -- | -------------- | -- | -- | -- | -- | -- | -- | --- | -- | -------------------------------------- | --- | --- | --- | --- | --- | --- | --- |
| 1  | サウジアラビア | 10 | 7  | 2  | 1  | 12 | 6  | +6  | 23 | 2022 FIFAワールドカップ                |     | —   | 1–0 | 1–0 | 1–0 | 3–2 | 3–1 |
| 2  | 日本           | 10 | 7  | 1  | 2  | 12 | 4  | +8  | 22 | 2022 FIFAワールドカップ                |     | 2–0 | —   | 2–1 | 0–1 | 2–0 | 1–1 |
| 3  | オーストラリア | 10 | 4  | 3  | 3  | 15 | 9  | +6  | 15 | 2022 FIFAワールドカップ・アジア4次予選 |     | 0–0 | 0–2 | —   | 3–1 | 3–0 | 4–0 |
| 4  | オマーン       | 10 | 4  | 2  | 4  | 11 | 10 | +1  | 14 |                                        |     | 0–1 | 0–1 | 2–2 | —   | 2–0 | 3–1 |
| 5  | 中華人民共和国 | 10 | 1  | 3  | 6  | 9  | 19 | −10 | 6  |                                        | 1–1 | 0–1 | 1–1 | 1–1 | —   | 3–2 |     |
| 6  | ベトナム       | 10 | 1  | 1  | 8  | 8  | 19 | −11 | 4  |                                        | 0–1 | 0–1 | 0–1 | 0–1 | 3–1 | —   |     |

| 2021年9月2日 19:14 UTC+9 |

| 日本 | 0 - 1                        | オマーン          |
|      | レポート(FIFA) レポート(AFC) | アル・サブヒ 88分 |

| 市立吹田サッカースタジアム, 吹田 観客数: 4,853人 主審: ハッサン・モハメド |

| 2021年9月2日 21:00 UTC+3 |

| オーストラリア                              | 3 - 0                        | 中華人民共和国 |
| メイビル 24分 · ボイル 26分 · デューク 70分 | レポート(FIFA) レポート(AFC) |                |

| ハリーファ国際スタジアム, ドーハ, (カタール) 観客数: 0人 主審: 高亨進 |

| 2021年9月2日 20:00 UTC+3 |

| サウジアラビア                                                                        | 3 - 1                        | ベトナム                 |
| アッ＝ドーサリー 55分 (pen.) · アッ＝シャハラーニー 67分 · アル＝シェフリ 80分 (pen.) | レポート(FIFA) レポート(AFC) | グエン・クアン・ハイ 3分 |

| キングサウード大学スタジアム, リヤド 観客数: 8,331人 主審: イルギス・タンタシェフ |

| 2021年9月7日 18:00 UTC+3 |

| 中華人民共和国 | 0 - 1                        | 日本          |
|                | レポート(FIFA) レポート(AFC) | 大迫勇也 40分 |

| ハリーファ国際スタジアム, ドーハ, (カタール) 観客数: 0人 主審: ナワフ・シュクララ |

| 2021年9月7日 20:00 UTC+4 |

| オマーン | 0 - 1                        | サウジアラビア      |
|          | レポート(FIFA) レポート(AFC) | アル＝シェフリ 42分 |

| スルタン・カーブース・スポーツコンプレックス, マスカット 観客数: 8,150人 主審: ハンナ・ハッタブ |

| 2021年9月7日 19:00 UTC+7 |

| ベトナム | 0 - 1                        | オーストラリア |
|          | レポート(FIFA) レポート(AFC) | グラント 43分  |

| ミーディン国立競技場, ハノイ 観客数: 0人。 主審: アブドゥルラフマン・アル＝ジャシム |

| 2021年10月7日 21:00 UTC+3 |

| オーストラリア                             | 3 - 1                        | オマーン            |
| メイビル 9分 · ボイル 49分 · デューク 89分 | レポート(FIFA) レポート(AFC) | アル・アラウィ 28分 |

| ハリーファ国際スタジアム, ドーハ, (カタール) 観客数: 0人 主審: ナワフ・シュクララ |

| 2021年10月7日 19:00 UTC+3 |

| サウジアラビア          | 1 - 0                        | 日本 |
| アル＝ブライカーン 71分 | レポート(FIFA) レポート(AFC) |      |

| キング・アブドゥッラー・スポーツシティ, ジッダ 観客数: 51,218人 主審: アドハム・マハドメ |

| 2021年10月7日 19:00 UTC+4 |

| 中華人民共和国                  | 3 - 2                        | ベトナム                                            |
| 張玉寧 53分 · 武磊 75分, 90+5分 | レポート(FIFA) レポート(AFC) | ホー・タン・タイ 80分 · グエン・ティエン・リン 90分 |

| シャールジャ・スタジアム, シャールジャ, (UAE) 観客数: 0人 主審: ハッサン・モハメド |

| 2021年10月12日 19:14 UTC+9 |

| 日本                                | 2 - 1                        | オーストラリア      |
| 田中碧 8分 · (べヒッチ) 85分 (o.g.) | レポート(FIFA) レポート(AFC) | フルスティッチ 69分 |

| 埼玉スタジアム2002, さいたま 観客数: 14,437人 主審: アブドゥルラフマン・アル＝ジャシム |

| 2021年10月12日 20:00 UTC+4 |

| オマーン                                                                 | 3 - 1                        | ベトナム                    |
| アル・サブヒ 45+1分 · アル・ハルディ 49分 · アル・ヤハヤエイ 63分 (pen.) | レポート(FIFA) レポート(AFC) | グエン・ティエン・リン 39分 |

| スルタン・カーブース・スポーツコンプレックス, マスカット 観客数: 9,123人 主審: アドハム・マハドメ |

| 2021年10月12日 19:00 UTC+3 |

| サウジアラビア                                        | 3 - 2                        | 中華人民共和国                |
| アン＝ナジャイー 15分, 38分 · アル＝ブライカーン 72分 | レポート(FIFA) レポート(AFC) | アロイージオ 46分 · 呉曦 87分 |

| キング・アブドゥッラー・スポーツシティ, ジッダ 観客数: 54,124人 主審: イルギス・タンタシェフ |

| 2021年11月11日 20:10 UTC+11 |

| オーストラリア | 0 - 0                        | サウジアラビア |
|                | レポート(FIFA) レポート(AFC) |                |

| ウェスタン・シドニー・スタジアム, シドニー 観客数: 23,314人 主審: 高亨進 |

| 2021年11月11日 19:00 UTC+7 |

| ベトナム | 0 - 1                        | 日本          |
|          | レポート(FIFA) レポート(AFC) | 伊東純也 17分 |

| ミーディン国立競技場, ハノイ 観客数: 11,022人 主審: ハッサン・モハメド |

| 2021年11月11日 19:00 UTC+4 |

| 中華人民共和国 | 1 - 1                        | オマーン            |
| 武磊 21分      | レポート(FIFA) レポート(AFC) | アル・ハルティ 75分 |

| シャールジャ・スタジアム, シャールジャ, (UAE) 観客数: 1,700人 主審: シワコーン・プーウドム |

| 2021年11月16日 19:00 UTC+7 |

| ベトナム | 0 - 1                        | サウジアラビア      |
|          | レポート(FIFA) レポート(AFC) | アル＝シェフリ 31分 |

| ミーディン国立競技場, ハノイ 観客数: 9,669人 主審: ハンナ・ハッタブ |

| 2021年11月16日 19:00 UTC+4 |

| 中華人民共和国   | 1 - 1                        | オーストラリア |
| 武磊 70分 (pen.) | レポート(FIFA) レポート(AFC) | デューク 38分  |

| シャールジャ・スタジアム, シャールジャ, (UAE) 観客数: 1,050人 主審: アドハム・マハドメ |

| 2021年11月16日 20:00 UTC+4 |

| オマーン | 0 - 1                        | 日本          |
|          | レポート(FIFA) レポート(AFC) | 伊東純也 81分 |

| スルタン・カーブース・スポーツコンプレックス, マスカット 観客数: 14,123人 主審: 高亨進 |

| 2022年1月27日 20:10 UTC+11 |

| オーストラリア                                                            | 4 - 0                        | ベトナム |
| マクラーレン 30分 · ロギッチ 45+2分 · グッドウィン 72分 · マッグリー 76分 | レポート(FIFA) レポート(AFC) |          |

| メルボルン・レクタンギュラー・スタジアム, メルボルン 観客数: 27,740人 主審: 高亨進 |

| 2022年1月27日 19:00 UTC+9 |

| 日本                                 | 2 - 0                        | 中華人民共和国 |
| 大迫勇也 13分 (pen.) · 伊東純也 61分 | レポート(FIFA) レポート(AFC) |                |

| 埼玉スタジアム2002, さいたま 観客数: 11,753人 主審: アブドゥルラフマン・アル＝ジャシム |

| 2022年1月27日 20:15 UTC+3 |

| サウジアラビア          | 1 - 0                        | オマーン |
| アル＝ブライカーン 48分 | レポート(FIFA) レポート(AFC) |          |

| キング・アブドゥッラー・スポーツシティ, ジッダ 観客数: 47,364人 主審: ナワフ・シュクララ |

| 2022年2月1日 19:14 UTC+9 |

| 日本                          | 2 - 0                        | サウジアラビア |
| 南野拓実 31分 · 伊東純也 50分 | レポート(FIFA) レポート(AFC) |                |

| 埼玉スタジアム2002, さいたま 観客数: 19,118人 主審: 高亨進 |

| 2022年2月1日 19:00 UTC+7 |

| ベトナム                                                                       | 3 - 1                        | 中華人民共和国 |
| ホー・タン・タイ 9分 · グエン・ティエン・リン 16分 · ファン・バン・ドゥク 76分 | レポート(FIFA) レポート(AFC) | 徐新 90+7分    |

| ミーディン国立競技場, ハノイ 観客数: 6,099人 主審: ナワフ・シュクララ |

| 2022年2月1日 20:00 UTC+4 |

| オマーン                   | 2 - 2                        | オーストラリア                         |
| ファワズ 54分, 89分 (pen.) | レポート(FIFA) レポート(AFC) | マクラーレン 15分 (pen.) · ムーイ 79分 |

| スルタン・カーブース・スポーツコンプレックス, マスカット 観客数: 0人 主審: ハッサン・モハメド |

| 2022年3月24日 20:10 UTC+11 |

| オーストラリア | 0 - 2                        | 日本                |
|                | レポート(FIFA) レポート(AFC) | 三笘薫 89分, 90+4分 |

| スタジアム・オーストラリア, シドニー 観客数: 41,852人 主審: ナワフ・シュクララ |

| 2022年3月24日 19:00 UTC+4 |

| 中華人民共和国     | 1 - 1                        | サウジアラビア        |
| 朱辰傑 82分 (pen.) | レポート(FIFA) レポート(AFC) | アル＝シェフリ 45+1分 |

| シャールジャ・スタジアム, シャールジャ, (UAE) 主審: ハッサン・モハメド |

| 2022年3月24日 19:00 UTC+7 |

| ベトナム | 0 - 1                        | オマーン          |
|          | レポート(FIFA) レポート(AFC) | アル・ハジリ 65分 |

| ミーディン国立競技場, ハノイ 主審: ハンナ・ハッタブ |

| 2022年3月29日 19:35 UTC+9 |

| 日本          | 1 - 1                        | ベトナム                  |
| 吉田麻也 54分 | レポート(FIFA) レポート(AFC) | グエン・タイン・ビン 19分 |

| 埼玉スタジアム2002, さいたま 観客数: 44,600人 主審: イルギス・タンタシェフ |

| 2022年3月29日 20:00 UTC+4 |

| オマーン                            | 2 - 0                        | 中華人民共和国 |
| アル・アラウィ 12分 · ファワズ 74分 | レポート(FIFA) レポート(AFC) |                |

| スルタン・カーブース・スポーツコンプレックス, マスカット 主審: 高亨進 |

| 2022年3月29日 21:00 UTC+3 |

| サウジアラビア               | 1 - 0                        | オーストラリア |
| アッ＝ドーサリー 65分 (pen.) | レポート(FIFA) レポート(AFC) |                |

| キング・アブドゥッラー・スポーツシティ, ジッダ 主審: アドハム・マハドメ |